# 基齊夫卡
49°52′11″N 36°49′3″E / 49.86972°N 36.81750°E
基齊夫卡（烏克蘭語：Кицівка）是位於烏克蘭東部的村莊，由哈爾科夫州丘胡伊夫区的佩切尼希市鎮負責管轄。該村始建於1702年，面積0.73平方公里，海拔高度90米，2001年人口337，人口密度每平方公里461.6人。